# 和多里村
和多里村（わたりむら）は、愛知県東春日井郡にかつてあった村である。
現在の小牧市の北西部（三ツ淵・西之島・舟津など）に該当する。

## 歴史
- 1889年（明治22年）10月1日 - 三淵村、三淵原新田、西之島村、舟津村が合併し、和多里村発足。
- 1906年（明治39年）7月16日 - 小牧町、外山村、真々村、境村と合併し、小牧町発足。同日和多里村は廃止。